# Sully Prudhomme
René-François-Armand Prudhomme, conegut com a Sully Prudhome (París, França 1839 - Châtenay-Malabry 1907) fou un poeta i assagista francès guardonat amb el Premi Nobel de Literatura l'any 1901.

## Biografia
Va néixer el 16 de març del 1839 a la ciutat de París, fill d'un comerciant d'aquesta ciutat. Inicialment, va estudiar enginyeria al Liceu Bonaparte de París, però ben aviat va canviar aquests estudis pels de filosofia.
L'any 1881, es convertí en membre de l'Académie française, ocupant el seient número 24 d'aquesta institució. Fou un dels més ferms partidaris d'Alfred Dreyfus en l'anomenat Cas Dreyfus. Va morir el 6 de setembre del 1907 a Châtenay-Malabry, població situada dins l'actual àrea metropolitana de París, víctima d'atacs de paràlisi.

## Obra literària
A l'hora d'escriure poesia, va declarar que la seva intenció era "crear una poesia científica per als temps moderns". De caràcter sincer i malenconiós, fou membre del moviment literari anomenat parnassianisme, tot i que sovint el seu treball exhibeix característiques pròpies.
El 10 de desembre del 1901, es convertí en el primer autor a ser-li concedit el Premi Nobel de Literatura en reconeixement especial a la seva composició poètica, que dona evidència d'un alt idealisme, de la perfecció artística i d'una combinació rara de les qualitats del cor i l'intel·lecte.

### Poesia
- 1865: Stances et poèmes.
- 1866: Les épreuves.
- 1869: Les solitudes: poésies, A. Lemerre (París).
- 1872: Les destins.
- 1874: La France.
- 1875: Les vaines tendresses.
- 1876: Le Zénith (poema), publicat a la revista Revue des deux mondes.
- 1878: La justice (poema).
- 1883-1888: Poésie 1865-88.
- 1886: Le prisme, poésies diverses, A. Lemerre (París).
- 1888: Le bonheur (poema).
- 1908: Épaves, A. Lemerre.

### Prosa
- 1883-1908: Œuvres de Sully Prudhomme (poesia i prosa), 8 volums, A. Lemerre.
- 1896: Que sais-je? (filosofia).
- 1901: Testament poétique (assaigs).
- 1905: La vraie religion selon Pascal (assaigs).
- 1922: Journal intime: lettres-pensée (dietari), A. Lemerre. Publicat després de mort.